# Douroula
Cet article concerne le village chef-lieu. Pour le département et la commune rurale, voir Douroula (département).
Douroula est un village du département et la commune rurale de Douroula, dont il est le chef-lieu, situé dans la province du Mouhoun et la région de la Boucle du Mouhoun au Burkina Faso. Le village est renommé pour accueillir l'un des cinq sites de métallurgie ancienne du fer burkinabè classés en 2019 au Patrimoine mondial de l'Unesco.

## Géographie

### Situation
Située dans la région de la Boucle du Mouhoun et la province du Mouhoun, Douroula est le village chef-lieu de son propre département (le département et la commune rurale de Douroula).
La description topographique du territoire de Douroula, et des 50 km à la ronde se résume à de vastes terrains plats, parfois ponctués d'élévation de plusieurs dizaines de mètres.

### Hydrologie
Le Mouhoun (nom burkinabé de la Volta Noire) arrose le nord du territoire de Douroula. C'est l'un des rares cours d'eau permanent du pays.

### Environnement
Le Burkina Faso est situé à la fois au sud du désert du Sahara et au nord des zones tropicales. La végétation suit la dégradation du climat sur l'axe nord-sud.
Le couvert végétal local est donc faible : La strate arborée, très éparse, prend la forme d’une savane sèche dite Savane soudanienne occidentale. Celle-ci est arbustive, voire arborée en certains lieux. La faible densité du couvert végétal rend l’air sec et le sol chaud. Le sol est peu profond et plutôt pauvre.
Le couvert végétal en certains endroits diffère par la conservation de forêts claires, rares dans le pays. Plusieurs d'entre elles sont protégées voir développées au moyen de programmes de reboisement. Ces actions ont toutes leur importance dans un contexte de désertification.

### Climat
Le Burkina Faso prend place entre un climat tropical humide au sud et un climat désertique (sahélien) au Nord. La région de Douroula se caractérise donc par l’influence de ces deux grandes zones climatiques. Le climat peut y être qualifié de tropical sec ou de semi-aride. À l’intérieur même du pays, on retrouve cette dégradation latitudinale du climat. Le nord subit un climat dit Sahélien et le sud, un climat soudanien.
La localité, entre les deux, vit sous un climat soudano-sahélien. Le fait d’être situé à 820 kilomètres à vol d’oiseau de l'Océan (à Dakar) se traduit par une pluviométrie faible (600 à 900 mm), aggravée par le réchauffement climatique qui accentue la désertification du Sahel. Situé à hauteur du douzième parallèle Douroula reçoit un  ensoleillement fort qui induit des températures élevées et une alternance de saisons peu marquée. La saison sèche dure près de huit mois.
Des masses d’air chaudes et poussiéreuses qui sont déplacées par l’Harmattan. Ce dernier balaye les espaces en dessous du Sahara en direction du sud-ouest.

### Démographie
- En 2006, le village comptait 3 311 habitants (un peu plus du quart de la population de la commune)[1].

## Administration
La capitale régionale de laquelle Douroula dépend est Dédougou, 10e ville du pays en population.
| Période                                  | Période  | Identité | Étiquette | Qualité |
| ---------------------------------------- | -------- | -------- | --------- | ------- |
|                                          | En cours |          |           |         |
| Les données manquantes sont à compléter. |          |          |           |         |

### Jumelage
- Besançon (France)
- Arbois (France)

## Transport
Le réseau de transports du Burkina Faso est constitué de quelques routes principales avec revêtement, complétées par un vaste réseau secondaire de pistes et routes en terres battues. La province du Mouhoun, comptant un peu plus de 2 000 km de routes, dont seulement 6% sont des voies bitumées.
Dans ce réseau, Douroula est située sur une la route nationale 10 reliant Tougan à Dédougou. À l’échelle inférieure, il n'existe que des pistes rurales reliant les villages ou des sentiers agricoles parcourus à pied. Ceux-ci obéissent au schéma centre-périphérie, 

## Santé et éducation
La commune accueille un centre de santé et de promotion sociale (CSPS). 

## Culture et patrimoine
Le village possède des hauts fourneaux de réduction du minerai de fer datant possiblement du VIIIe siècle av. J.-C. et classés le 5 juillet 2019 au Patrimoine mondial de l'Unesco avec quatre autres sites (Tiwêga, Kindibo, Békuy et Yamana) dans un ensemble de métallurgie ancienne au Burkina Faso,,.